# Polícia Civil do Estado do Pará
A Polícia Civil do Estado do Pará é uma das polícias do Pará, Brasil, órgão do sistema de segurança pública ao qual compete, nos termos do artigo 144, § 4º, da Constituição Federal e ressalvada competência específica da União, as funções de polícia judiciária e de apuração das infrações penais, exceto as de natureza militar.
São funções institucionais exclusivas da Polícia Civil a de polícia judiciária, investigatória policial, a de caráter criminalístico e criminológico, a cautelar pré-processual, a preventiva da ordem e dos direitos, o combate eficaz da criminalidade e da violência.

## Histórico
A Polícia Civil do Estado do Pará, como todas as polícias civis brasileiras, tem origem na Intendência Geral de Polícia da Corte e do Estado do Brasil criada em 1808 no Rio de Janeiro, logo após a chegada da família real portuguesa ao Brasil.
Durante o governo imperial, sendo o Brasil uma monarquia constitucional, foi obedecida à legislação do Império para a organização da polícia da Província do Pará, surgindo a figura do Chefe de Polícia e dos seus delegados.
Com a Proclamação da República, em 1889, começam a se individualizar as polícias por força da autonomia estadual, mantido, entretanto, o cargo de delegado de polícia e sua competência processante. O chefe de polícia passou a denominar-se Chefe de Segurança.
Em 1897, pelo Decreto nº 465, foi criada a Guarda Cívica, ou Civil, e os cargos de inspetores de quarteirão e chefes de seção, para emprego no policiamento da cidade.
Entre 1930 e 1934 vários decretos reorganizaram a estrutura policial e alargaram as atribuições do Chefe de Polícia, delegados auxiliares, delegados, subdelegados, comissários de polícia da capital e do interior.
A polícia de carreira surgiu em 1973, através da Lei nº 4.460, de 2 de junho, que denomina os cargos e especifica as suas atribuições.
A partir da promulgação da Constituição Federal de 1988, a Polícia Civil desenvolveu-se como instituição, surgindo a exigência da edição de uma Lei Orgânica que lhe desse autonomia administrativa, financeira e estrutura própria, o que ocorreu pela Lei Complementar nº 22, de 15 de março de 1994.
Em 1999 um decreto estadual consagrou a figura do ex-Intendente Geral de Polícia Paulo Fernandes Viana como patrono cívico da polícia civil paraense.

## Funções institucionais

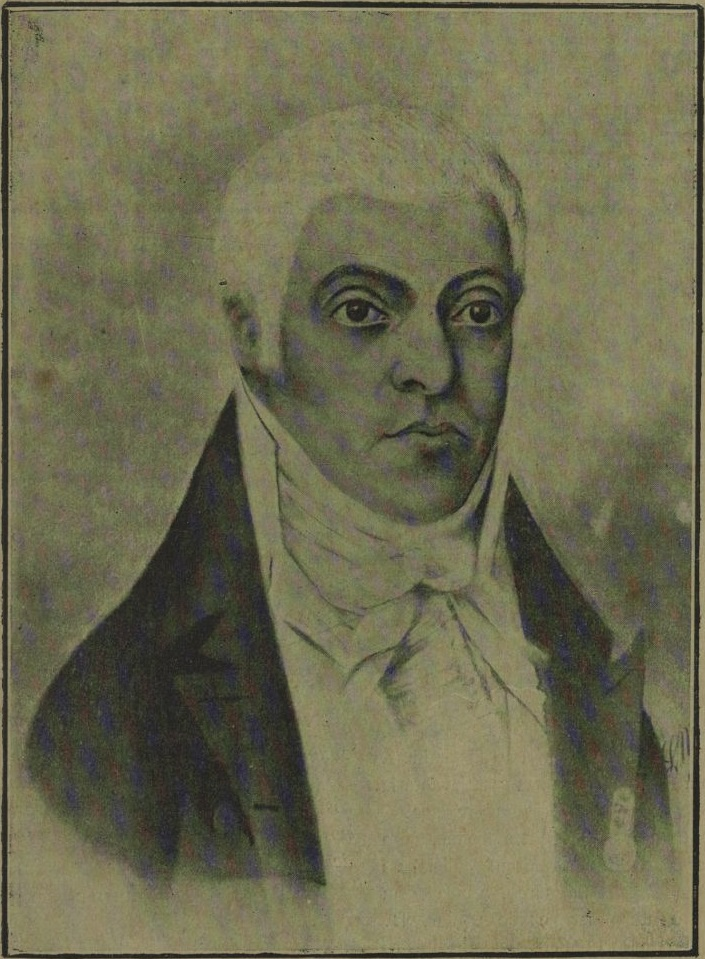
Fernandes Viana - Patrôno Cívico da Polícia Civil do Pará

1 - Praticar, com exclusividade, todos os atos necessários à
apuração das infrações penais e elaboração do Inquérito
Policial;
2 - Realizar exames periciais em geral para a comprovação
da materialidade da infração penal e de sua autoria;
3 - Manter estreito e constante intercâmbio de caráter
investigatório e judicial entre as repartições e organizações
congêneres;
4 - Promover o recrutamento, seleção, formação,
aperfeiçoamento e desenvolvimento profissional e cultural do
policial civil;
5 - Colaborar com a justiça criminal, providenciando o
cumprimento dos mandados de prisão expedidos pelas
Autoridades Judiciárias, fornecendo as informações
necessárias à instrução e julgamento dos processos, e
realizando as diligências, fundamentadamente requisitadas
pelo juiz de Direito e membros do Ministério Público nos autos do Inquérito Policial;
6 - Organizar e executar o cadastramento da identificação
civil e criminal, através dos processos de impressões
papiloscópicas;
7 - Organizar e manter o cadastramento de armas,
munições, explosivos e demais produtos controlados, bem
como expedir licenças para as respectivas aquisições e portes,
a seu critério, mediante o pagamento das taxas devidas em
decorrência do exercício do poder de polícia;
8 - Manter o serviço de Estatística Policial em adequação
com os Institutos de Estatística e Pesquisa, de maneira a
fornecer informações precisas e atualizadas sobre índices de
criminalidade, de violência e de infrações de trânsito;
9 - Exercer a fiscalização de jogos e diversões públicas,
expedindo o competente alvará, a seu critério, mediante o
pagamento das taxas decorrentes do poder de polícia.

## Carreiras policiais
- Autoridade policial

Delegados de polícia
- Agentes da Autoridade

Investigadores de polícia
Escrivães de polícia
- Técnicos de polícia

Papiloscopistas

## Estrutura básica
- Conselho Superior de Polícia
- Gabinete do Delegado-Geral
- Consultoria Jurídica
- Assessorias
- Núcleo de Inteligência Policial
- Diretorias[5]
  - Polícia Metropolitana - DPM
  - Polícia do Interior - DPI
  - Polícia Especializada - DPE
  - Administração - DA
  - Identificação - DIDEM

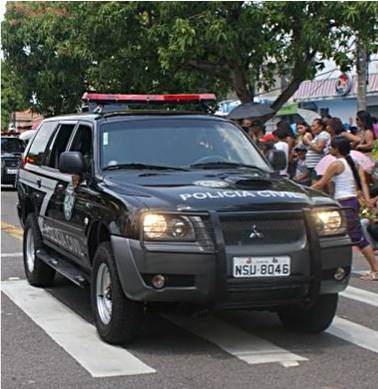
Viatura do GPE - Grupo de Pronto Emprego, da Polícia Civil

  - Informática, Estatística e Manutenção - DIME
  - Recursos Financeiros - DRF
  - Atendimento ao servidor - DAS
- Corregedoria Geral de Polícia Civil
- Academia de Polícia Civil
- Superintendências Regionais
- Seccionais urbanas
- Divisões Especializadas
- Delegacias de Polícia[6]

## Unidades Especiais
- CORE - Coordenadoria de operações e Recursos Especiais

O CORE é uma unidade especial da Polícia Civil, ligada diretamente ao gabinete do Delegado-Geral de Polícia, que atua de acordo com as necessidades operacionais surgidas no curso das ações policias e da segurança pública estadual, nos casos que exijam conhecimento tático especializado e preparo profissional dos seus integrantes. É composto por quatro times táticos: Alfa, Bravo, Charlie e Delta.

## Outras instituições
- Polícia Federal
- Polícia Rodoviária Federal
- Polícia Militar do Estado do Pará
- Guarda Municipal